# Zebul (gobernador de Siquem)
Zebul (hebreo: Zebul: “príncipe [exaltado, elevado]” o “habitación [morada]”), fue un habitante de Siquem que llegó a ser gobernador de esa ciudad.
Zebul gobernó durante el reinado de Abimelec.

## Historia
A los tres años del reinado de Abimelec, hubo una revuelta causada por Gaal, quién se sublevó al rey Abimelec; por lo que Zebul, envió secretamente mensajeros a Abimelec sobre la rebelión. Entonces Abimelec, siguiendo el consejo de Zebul, subió de noche con sus seguidores, y puso emboscadas con cuatro compañías.Jueces 9: 32 - 34
En la mañana, Gaal se puso en la entrada de la ciudad, y las emboscadas salieron de su lugar, entonces Gaal lo dijo a Zebul. 

36 Y viendo Gaal al pueblo, dijo a Zebul: He allí gente que desciende de las cumbres de los montes. Y Zebul le respondió: Tú ves la sombra de los montes como si fueran hombres.
37 Volvió Gaal a hablar, y dijo: He allí gente que desciende de en medio de la tierra, y una tropa viene por el camino de la encina de los adivinos.
38 Y Zebul le respondió: ¿Dónde está ahora tu boca con que decías: ¿Quién es Abimelec para que le sirvamos? ¿No es este pueblo que tenías en poco? Sal pues, ahora, y pelea con él.
Conversación de Gaal con Zebul.
Jueces 9: 36 - 38, Reina-valera 1960.

Gaal peleó contra Abimelec pero salió derrotado, y hubo muchos heridos. Entonces Zebul, hecho de la ciudad a Gaal y a sus hermanos para que no vivieran allí.
Después de esto, Abimelec destruyó Siquem, pero tal vez perdonó a Zebul.￼